# Pepe Laso
José Laso Castejón, detto Pepe (Madrid, 10 settembre 1938), è un ex cestista, allenatore di pallacanestro e dirigente sportivo spagnolo.
È il padre di Pablo Laso.

## Carriera
Con la Spagna ha disputato i Campionati europei del 1967.

## Palmarès

### Giocatore
- Campionato spagnolo: 2

Real Madrid: 1959-60, 1960-61
- Copa del Rey: 2

Real Madrid: 1960, 1961